# 車路士女子足球會

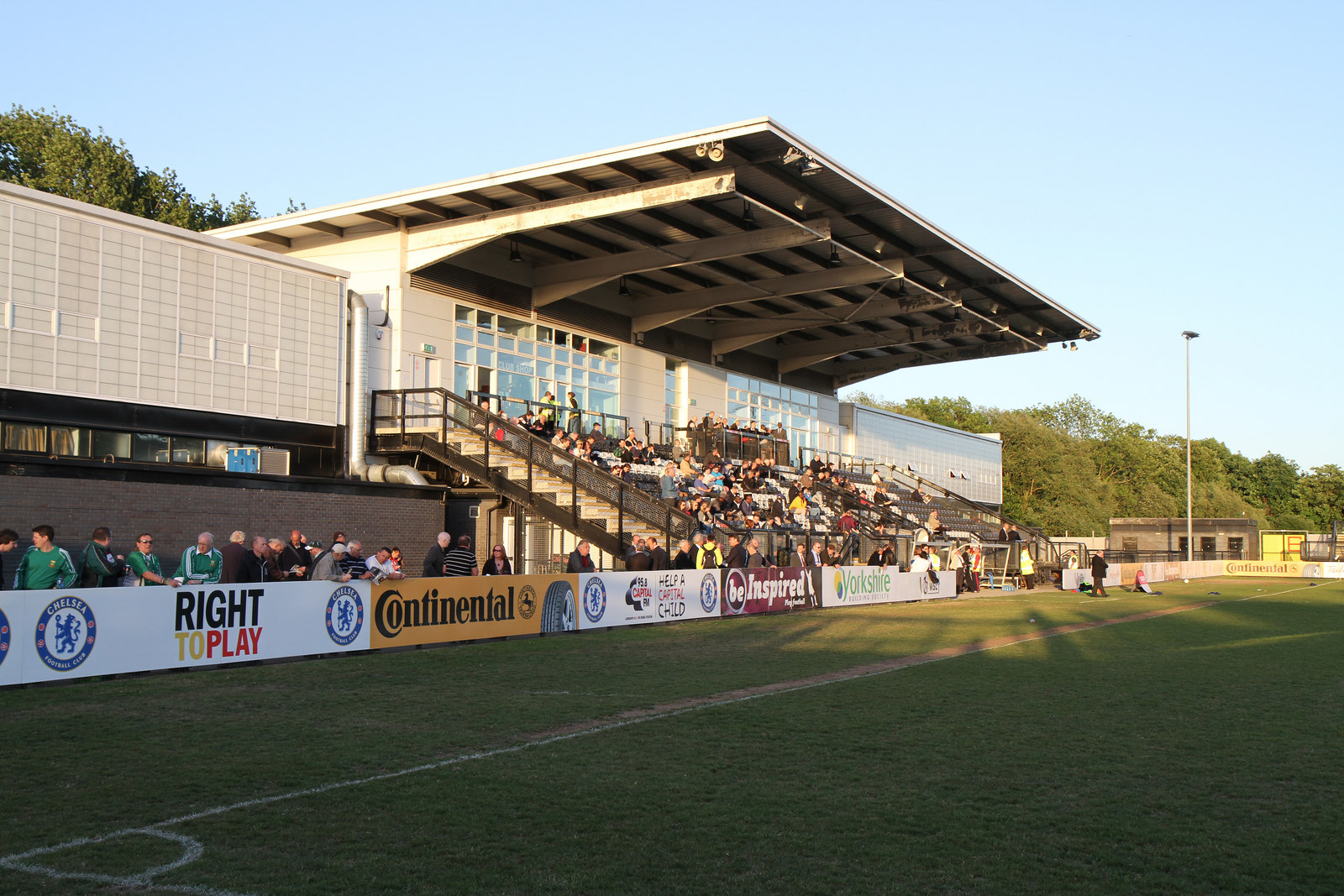
車路士在2011年的主場帝國球場

車路士女子足球會（英語：Chelsea Football Club Women）是一家位於英格蘭倫敦泰晤士河畔的足球會，現時參加英格蘭女子超級聯賽。球會成立於1992年，並在2004年成為英超球隊車路士旗下的女子足球隊。球會現時主要使用位於泰晤士河畔京斯頓的京士美度球場作為主場，並在部分賽事使用史丹福橋球場。
球會在2005年至2010年間參與當時英格蘭女子足球的頂級聯賽英格蘭足球總會女子足球全國聯賽，及後成為英女超在2010年成立時的初始成員。
車路士是英格蘭女子足球史上最成功的球會之一，她們曾六次贏得英女超，五次贏得英格蘭女子足總盃，兩次贏得英格蘭女子聯賽盃，並在2021年首次晉級歐洲女子聯賽冠軍盃決賽。

## 歷史

### 成立及升班至頂級聯賽（1992–2005）
車路士女子足球會由一眾希望球會能成立女子隊的車路士足球會的球迷在1992年成立。車路士球迷東尼·凡馬當年在水晶宮曾擔任女子隊的教練，並從中發現女生對足球的熱情和專業態度不下於男生們，因而向車路士官方寫信，希望球會能成立女子足球部門。及後車路士同意凡馬以球會的名義成立女子隊，而凡馬則成為球會的首位領隊。球隊最初的營運經費是由球員們在車路士男子隊的主場比賽售賣獎券以及球迷的慷慨解囊籌集而來，而凡馬亦成功爭取車路士男子隊在比賽日場刊中宣傳女子隊的比賽。球隊在成立的首季有接近50名球員，分別效力球隊的兩隊成年隊及一支14歲以下梯隊。為了能和其他已在倫敦立足多年的女子隊抗衡，球隊在成立早年已非常重視青訓，凡馬在1994年發掘了並為車路士簽入當時年僅12歲的未來英格蘭國腳姬斯·史東尼，以及在1996年簽入同為12歲的法拉·威廉斯。球隊的首個主場是位於富勒姆的靴寧咸公園。
凡馬在球會的首個賽季即帶領球隊在大倫敦女子丙組足球聯賽取得季軍，並在第二個賽季取得冠軍及升班資格。凡馬在1997年離任。球隊在1999–2000賽季贏得英格蘭東南郡女子足球聯賽冠軍，並在球隊史上首次升班至次級聯賽。
2003–04賽季為車路士女子隊最後一個財政獨立的賽季。2004年6月，車路士女子足球會正式被車路士的社區足球項目接管，球隊和球員的所有開支從球會資金中扣除。車路士在該賽季取得英格蘭足球總會女子足球南部聯賽冠軍，首次升班至英格蘭頂級聯賽。

### 女子足球全國聯賽（2005–2010）
在女子足球全國聯賽的首個球季，車路士在頭六場比賽只獲一分，令時任領隊喬治·麥可拉斯（英語：George Michealas）在2005年9月被解雇，結束其四年的任期。她們最終在聯賽排名墊底，但在升降班附加賽中以4–1擊敗英格蘭足球總會女子足球北部聯賽亞軍利物浦，成功護級。
在2006–07賽季，車路士以第八名完季。球會在2017年夏天簽入了英格蘭國家隊球員艾妮奧娜·艾露高，以及曾效力球會青年隊的姬斯·史東尼和西沃恩·张伯伦。曾代表美國贏得世界盃的洛麗·費爾在2008年1月加盟球隊，協助車路士以第五名完成賽季。
車路士女子隊在2008–09賽季前宣布阿仙奴女子隊預備隊教練史蒂夫·鍾斯（英語：Steve Jones）上任成為球隊領隊。2008年7月2日，車路士從阿仙奴簽入了安妮塔·阿桑特及莉安娜·桑德森，引起阿仙奴領隊維克·阿克斯的不滿。球隊在賽季中多次經歷人事變動，鍾斯在2009年1月辭職離隊，隊長史東尼上任成為球員兼教練，艾露高和阿桑特在2009年3月離隊加盟新成立的美国女子足球职业联赛的球隊。球隊最終成為聯賽季軍，為隊史最佳成績。
米禾爾領隊馬特·比爾德在史東尼的引薦下在2009–10賽季成為車路士領隊。女子隊在此賽季首次被球會扣減預算，男子隊隊長約翰·泰利及其他男子隊球員為女子隊提供了經濟援助，以抵消扣減開支帶來的影響，令車路士能再次以聯賽季軍完成賽季。

### 女子超級聯賽（2011– ）
車路士在2011年3月獲接納成為英格蘭足球總會女子超級聯賽首個賽季的八支創始球隊之一。同年4月13日，首場英女超賽事在車路士的主場帝國球場舉行，球隊以1–0敗予阿仙奴。比爾德在2012年帶領球隊晉級隊史首個女子足總盃決賽，儘管車路士在比賽中兩次領先，但伯明翰兩次扳平，並在互射十二碼階段擊敗車路士。
比爾德在2012年7月的奥运会休季期期間辭任車路士領隊，曾在阿仙奴擔任助理領隊的愛瑪·希絲在同年8月接手球隊至季尾。希絲帶隊的第一場比賽即取得勝利，球隊以1–0擊敗唐卡士打流浪百麗絲。車路士最終以倒數第三的成績完季。
車路士在希絲帶領的首個完整賽季僅在聯賽獲得倒數第二的成績，及後的2014賽季，球隊迎來反彈，不但在足總盃及聯賽盃皆晉級至準決賽，更在英女超獲得亞軍的佳績，並首次獲得歐洲女子聯賽冠軍盃參賽資格。儘管球隊與冠軍利物浦同分，但因得失球不及對手而僅失落冠軍。
在冠軍競爭中不敵英格蘭首支給予球員職業合約的利物浦後，車路士在接下來的2015年賽季前成為職業球會，並將進駐男子隊使用的確咸訓練基地。

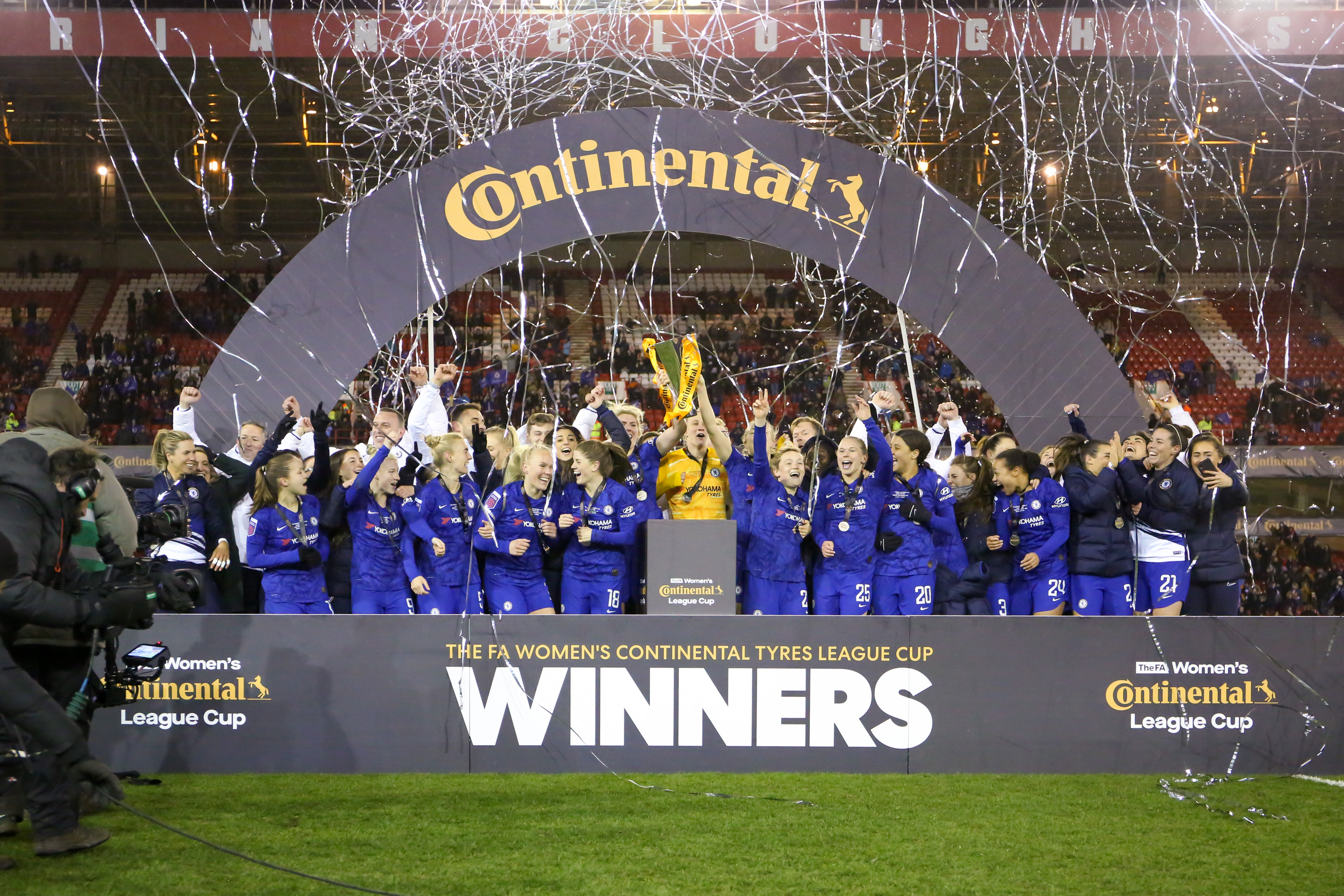
車路士球員在2020年奪得隊史首個聯賽盃冠軍後的慶祝

2015年8月1日，車路士在溫布萊球場擊敗諾士郡後，贏得隊史首個英格蘭女子足總盃。池笑然射入比賽唯一的入球，而艾露高則在賽後獲選為決賽最佳球員。球隊在同年10月以4–0擊敗新特蘭後首次贏得英女超冠軍。球隊在2016年在聯賽和足總盃僅獲亞軍。英格蘭足總在該賽季後把英女超從在3月至9月的舉行夏季聯賽改制為跨年聯賽，並在2016賽季及2017–18賽季之間舉辦了春季短途賽。車路士在賽事的最後一個比賽週以較好的得失球差壓過曼城贏得冠軍。車路士在2017–18賽季再次贏得英女超及足總盃，並首次在歐洲女子聯賽冠軍盃晉級到半準決賽，但被禾夫斯堡以兩回合總比數1–5擊敗。
2019–20賽季英女超因2019冠状病毒病疫情被腰斬，車路士以最佳平均分奪冠。車路士在該賽季同時贏得隊史首個英格蘭女子聯賽盃冠軍。
車路士在2020年8月29日奪得2020–21賽季的首項錦標，她們在英格蘭女子社區盾中以2–0擊敗曼城奪冠。球隊亦在該賽季成功衛冕聯賽盃，球隊在決賽以6–0大勝布里斯托城。球隊在聯賽收官戰以5–0擊敗雷丁後以兩分壓過曼城隊史第四次贏得冠軍，為所有英格蘭球隊中最多，她們亦打破了單季最高積分（57）的紀錄。森·卡爾以21個入球首次奪得聯賽金靴獎，而芙蘭·卻比以11個助攻並列賽事助攻王，安-卡特琳·貝爾格以12個清白之身贏得金手套。球隊在聯賽的表現令衛報體育記者Suzzane Wrack表示這隊車路士為「英格蘭女子頂級聯賽史上最好的球隊之一」。2021年5月16日，車路士在隊史首個女子歐聯決賽中以4–0敗予巴塞隆拿。2021年12月5日，車路士以3–0擊敗阿仙奴，贏得延遲舉行的2020–21賽季英格蘭女子足總盃，首次達成本土三冠王成就。
2024–25球季，車路士全季以22戰19勝3和得60分，成為英超女足首支不敗奪冠球隊。同時，球隊也達成本土三冠王的成就。

## 主場
球隊在2011–12賽季曾使用圖丁米查聯足球會的帝國球場作為主場。
在2012年及2017年期間，車路士的主場是位於泰晤士河畔的Wheatsheaf公園，球場能容納3,002名觀眾。
車路士足球會在2016年從AFC溫布頓手中購入位於倫敦的京士美度球場，以協助AFC溫布頓籌集資金興建普柳徑。車路士的青年隊從2016年起以球場作為主場，及後女子隊在2017年開始使用球場。京士美度球場能容納4,850名球迷。

### 入場紀錄
2019年4月28日，在對陣里昂的歐洲女子聯賽冠軍盃四強賽事中，球隊打破了她們在京士美度球場的入場人數紀錄，共4,670名球迷入場。
球隊在2020年11月20日創下現時的入場人數紀錄，當日共38,350名觀眾在史丹福橋球場觀看對陣熱刺的英女超比賽。

## 球員

### 現役球員
最後更新：2024年2月5日
註釋：國旗表示球員在國際足聯資格規則定義的國家隊。球員可能擁有一個以上非國際足聯國籍。
| 號碼 |        | 位置 | 球員                |
| ---- | ------ | ---- | ------------------- |
| 1    | 瑞典   | 门将 | 謝茜娜·梅素域       |
| 2    | 美国   | 前锋 | 米婭·費素           |
| 3    | 荷兰   | 后卫 | 安妮克·路雲         |
| 4    | 英格兰 | 后卫 | 米莉·布賴特（隊長） |
| 5    | 威尔士 | 中场 | 蘇菲·英高爾         |
| 6    | 德国   | 中场 | 斯约克·尼斯肯       |
| 7    | 英格兰 | 后卫 | 謝絲·卡達           |
| 8    | 德国   | 中场 | 梅拉妮·洛伊波爾茨   |
| 9    | 美国   | 前锋 | 卡塔里娜·马卡里奥   |
| 10   | 英格兰 | 前锋 | 劳伦·詹姆斯         |
| 11   | 挪威   | 中场 | 古露·妮坦           |
| 12   | 加拿大 | 后卫 | 艾殊莉·羅倫絲       |
| 14   | 英格兰 | 前锋 | 弗兰·柯比           |
| 15   | 法國   | 后卫 | 伊芙·佩里塞         |
| 16   | 比利时 | 门将 | 妮奇·艾芙拿特       |

| 號碼 |          | 位置 | 球員                 |
| ---- | -------- | ---- | -------------------- |
| 18   | 挪威     | 后卫 | 玛伦·                |
| 19   | 瑞典     | 中场 | 約翰娜·呂廷·卡訥呂德 |
| 20   | 澳大利亚 | 前锋 | 薩姆·克爾            |
| 21   | 英格兰   | 后卫 | 妮芙·查理斯          |
| 22   | 蘇格蘭   | 中场 | 艾蓮·卡夫柏          |
| 23   | 日本     | 前锋 | 濱野舞香             |
| 24   | 英格兰   | 门将 | 汉娜·汉普顿          |
| 26   | 加拿大   | 后卫 | 卡迪莎·布坎南        |
| 28   | 塞尔维亚 | 中场 | 耶蓮娜·贊高域        |
| 29   | 英格兰   | 后卫 | 佐治婭·霍絲          |
| 33   | 英格兰   | 前锋 | 艾姬·比弗-鍾斯       |
| 35   | 哥伦比亚 | 前锋 | 美拉·拉美莉絲        |
| 36   | 英格兰   | 中场 | 雅珊堤·阿克班        |
| 39   | 瑞典     | 后卫 | 纳塔莉·比约恩        |

### 曾效力的球員
詳見分類:車路士女足球員

### 年度最佳球員
| 年份    | 得獎者          | 參考   |
| ------- | --------------- | ------ |
| 2015    | 艾妮奧娜·艾露高 | [ 55 ] |
| 2016    | 姬蒂·查普曼     | [ 55 ] |
| 2017    | 卡倫·卡尼       | [ 55 ] |
| 2017–18 | 芙蘭·卻比       | [ 55 ] |
| 2018–19 | 艾蓮·卡夫柏     | [ 55 ] |
| 2019–20 | 英格兰          | [ 56 ] |
| 2020–21 | 芙蘭·卻比       | [ 57 ] |
| 2021–22 | 森·卡爾         | [ 58 ] |
| 2022–23 | 森·卡爾         | [ 59 ] |

## 職員名單
| 職位       | 職員              |
| ---------- | ----------------- |
| 領隊       | 索尼婭·邦帕斯托   |
| 球隊總經理 | Paul Green        |
| 助理領隊   | Denise Reddy      |
| 助理教練   | Stuart Searle     |
| 助理教練   | Tanya Oxtoby      |
| 移動教練   | Harry McCulloch   |
| 移動教練   | Ed Ryan-Moore     |
| 表現分析師 | Ferdia O'Hanrahan |
| 首席球探   | TJ O'Leary        |

來源：Chelsea F.C.

## 榮譽
車路士在2015年首次奪得英格蘭女子足總盃，是球會史上首個主要錦標，她們在同年亦首次奪得英格蘭女子超級聯賽冠軍。他們在2021–22賽季贏得聯賽冠軍後成為首支達成三連冠的球隊。球會最近的錦標為在2023年5月贏得的隊史第六個英格蘭女子超級聯賽冠軍。

### 本土賽事

#### 聯賽
- 英格蘭女子超級聯賽
  - 冠軍（8次）：2015（英语：2015 FA WSL）, 2017–18（英语：2017–18 FA WSL）, 2019–20（英语：2019–20_FA_WSL）, 2020–21（英语：2020–21_FA_WSL）, 2021–22（英语：2021–22_FA_WSL）, 2022–23（英语：2022–23_FA_WSL）, 2023–24（英语：2023–24_FA_WSL）, 2024–25（英语：2024–25_FA_WSL）
  - 亞軍（2次）：2014（英语：2014 FA WSL）, 2016（英语：2016 FA WSL）

- 英格蘭女子超級聯賽春季賽
  - 冠軍（1次）：2017（英语：FA_WSL_Spring_Series）[a][35]

- 英格蘭足球總會女子足球南部聯賽（英语：FA Women's National League South）（第二級聯賽）
  - 冠軍（1次）：2004–05
  - 亞軍（1次）：2000–01

- 英格蘭東南郡女子足球聯賽（英语：South_East_Combination_Women's_Football_League）（第三級聯賽）
  - 冠軍（1次）：1999–2000
  - 亞軍（1次）：1998–99

#### 盃賽
- 英格蘭女子足總盃
  - 冠軍（6次）：2014–15（英语：2014–15 FA Women's Cup）, 2017–18（英语：2017–18 FA Women's Cup）, 2020–21（英语：2020–21 Women's FA Cup）[63], 2021–22（英语：2021–22 Women's FA Cup）[64], 2022–23（英语：2022–23 Women's FA Cup）[65], 2024–25（英语：2024–25 Women's FA Cup）
  - 亞軍（2次）：2011–12（英语：2011–12 FA Women's Cup）, 2015–16（英语：2015–16 FA Women's Cup）

- 英格蘭女子聯賽盃（英语：FA Women's League Cup）
  - 冠軍（3次）：2019–20（英语：2019–20 FA Women's League Cup）[66], 2020–21（英语：2020–21 FA Women's League Cup）[67], 2024–25（英语：2024–25 FA Women's League Cup）
  - 亞軍（2次）：2021–22（英语：2021–22 FA Women's League Cup）, 2022–23（英语：2022–23 FA Women's League Cup）

- 英格蘭女子社區盾（英语：Women's FA Community Shield）
  - 冠軍（1次）：2020（英语：2020 Women's FA Community Shield）

- 郡女子盃[68]
  - 冠軍（9次）：2002–03, 2003–04, 2005–06, 2006–07, 2007–08, 2008–09, 2009–10, 2011–12, 2012–13
  - 亞軍（2次）： 2004–05, 2010–11

備註
1. ↑  2017年英女超春季賽為一個單循環的縮短版聯賽[61]，因此冠軍不被英格蘭足球總會視為英女超聯賽錦標[62]。

### 國際賽事
- 歐洲女子冠軍聯賽

亞軍（1次）：2020–21
- 國際女子球會錦標賽

亞軍（1次）：2013

## 外部連結
- 官方网站（英文）
- Soccerway上的車路士女子足球會 （页面存档备份，存于）（英文）